# Hali Flickinger
Hali Flickinger, född 7 juli 1994, är en amerikansk simmare.

## Karriär
Flickinger tävlade för USA vid olympiska sommarspelen 2016 i Rio de Janeiro, där hon slutade på sjunde plats i finalen på 200 meter fjärilsim.
I juni 2021 vid de amerikanska OS-uttagningarna tog Flickinger guld på 200 meter fjärilsim och kvalificerade sig för USA:s olympiska simlag. Hennes tid i finalen, 2.05,85, var ett nytt US Open-rekord och mästerskapsrekord. Det var andra raka olympiska spelet som Flickinger kvalificerade sig för. Hon kvalificerade sig också på 400 meter medley efter att slutat tvåa med en tid på 4.33,96 vid OS-uttagningarna. Vid OS i Tokyo tog Flickinger brons på 400 meter medley efter att ha simmat på tiden 4.34,90. Hon tog även brons på 200 meter fjärilsim efter att ha simmat på tiden 2.05,65.
I juni 2022 vid VM i Budapest erhöll Flickinger ett guld efter att ha simmat försöksheatet på 4×200 meter frisim där USA sedermera tog guld i finalen. Hon tog även silver på 200 meter fjärilsim. I december 2022 vid kortbane-VM i Melbourne tog Flickinger tre medaljer. Individuellt tog hon guld på 400 meter medley och silver på 200 meter fjärilsim. Flickinger var även en del av USA:s kapplag som tog brons och noterade ett nytt amerikanskt rekord på 4×200 meter frisim.